# Вимпел (марш)
Вимпел марш е военен марш написан през 1888г. от Йохан Щраус заедно със Стефан Маринов и е бил подарък за Княжество България и за царица Елеонора, защото цар Фердинанд е бил приятел с Йохан Щраус и той подарява няколко марша дъздадени за българската армия. Посветен е за Лейб гвардията на княз Фердинанд и се е изпълнявал на официални церемонии заедно със Куборг марш и военни паради. Марша е подарен на сватбата на княз Фердинанд и царица Елеонора.
В личната нотна тетрадка на царица Елеонора марша е написан от Стоян Янкулов. През Втората световна война нотната ѝ тетрадка е била изгорена по време на бомбардировките над София тъй като са се съхранявали във взривеното крило на Народното събрание.